# Cynoglossus attenuatus
Cynoglossus attenuatus är en fiskart som beskrevs av Gilchrist, 1904. Cynoglossus attenuatus ingår i släktet Cynoglossus och familjen Cynoglossidae. Inga underarter finns listade i Catalogue of Life.